# Sotteville
Sotteville és un municipi francès situat al departament de la Manche i a la regió de Normandia. L'any 2007 tenia 389 habitants.

## Demografia

### Població
El 2007 la població de fet de Sotteville era de 389 persones. Hi havia 138 famílies de les quals 31 eren unipersonals (9 homes vivint sols i 22 dones vivint soles), 30 parelles sense fills i 77 parelles amb fills.
La població ha evolucionat segons el següent gràfic:
Habitants censats

### Habitatges
El 2007 hi havia 150 habitatges, 140 eren l'habitatge principal de la família, 5 eren segones residències i 4 estaven desocupats. 146 eren cases i 3 eren apartaments. Dels 140 habitatges principals, 119 estaven ocupats pels seus propietaris, 17 estaven llogats i ocupats pels llogaters i 3 estaven cedits a títol gratuït; 5 tenien dues cambres, 15 en tenien tres, 43 en tenien quatre i 76 en tenien cinc o més. 106 habitatges disposaven pel capbaix d'una plaça de pàrquing. A 46 habitatges hi havia un automòbil i a 83 n'hi havia dos o més.

### Piràmide de població
La piràmide de població per edats i sexe el 2009 era:
| Homes | Edats   | Dones |
| ----- | ------- | ----- |
| 0     | 95 o +  | 0     |
| 0     | 90 a 94 | 0     |
| 4     | 85 a 89 | 0     |
| 0     | 80 a 84 | 8     |
| 0     | 75 a 79 | 4     |
| 0     | 70 a 74 | 4     |
| 4     | 65 a 69 | 4     |
| 12    | 60 a 64 | 4     |
| 0     | 55 a 59 | 0     |
| 8     | 50 a 54 | 16    |
| 16    | 45 a 49 | 12    |
| 16    | 40 a 44 | 16    |
| 16    | 35 a 39 | 16    |
| 12    | 30 a 34 | 12    |
| 12    | 25 a 29 | 16    |
| 12    | 20 a 24 | 8     |
| 28    | 15 a 19 | 16    |
| 12    | 10 a 14 | 4     |
| 16    | 5 a 9   | 24    |
| 16    | 0 a 4   | 20    |

## Economia
El 2007 la població en edat de treballar era de 256 persones, 200 eren actives i 56 eren inactives. De les 200 persones actives 187 estaven ocupades (100 homes i 87 dones) i 13 estaven aturades (9 homes i 4 dones). De les 56 persones inactives 27 estaven jubilades, 15 estaven estudiant i 14 estaven classificades com a «altres inactius».

### Ingressos
El 2009 a Sotteville hi havia 151 unitats fiscals que integraven 455 persones, la mediana anual d'ingressos fiscals per persona era de 18.070 €.

### Activitats econòmiques
Dels 7 establiments que hi havia el 2007, 1 era d'una empresa de fabricació d'altres productes industrials, 3 d'empreses de construcció, 1 d'una empresa de comerç i reparació d'automòbils i 2 d'empreses de serveis.
Els 3 serveis als particulars que hi havia el 2009 eren fusteries.
L'any 2000 a Sotteville hi havia 14 explotacions agrícoles que ocupaven un total de 360 hectàrees.

## Equipaments sanitaris i escolars
El 2009 hi havia una escola elemental.

## Poblacions més properes
El següent diagrama mostra les poblacions més properes.